# Szigetújfalu
Szigetújfalu è un comune dell'Ungheria di 2.086 abitanti (dati 2001) situato nella contea di Pest, nell'Ungheria settentrionale.